# Minnesrummet för Dubrovniks stupade försvarare
Minnesrummet för Dubrovniks stupade försvare (kroatiska: Spomen soba poginulih dubrovačkih branitelja) är ett museum i Dubrovnik i Kroatien. Museet är inrett i ett rum på markplan i Sponzapalatset i Gamla stan. Det är en permanent utställning med fotografier och namn på de stupade personer som deltog i försvaret av Dubrovnik under det kroatiska självständighetskriget och belägringen av staden åren 1991–1992. I visningen ingår även artefakter från självständighetskriget och i lokalen visas filmer från kriget.

## Historik
Museet inrättades år 1997 på initiativ av överlevande lokala krigsveteraner. År 2000 inrättades för detta ändamål ett rum i Sponzapalatset. Rummet tillhandahölls av det Kroatiska statsarkivet i Dubrovnik men skulle visa sig vara för litet för ändamålet. Av denna anledning flyttades utställningen år 2004 till ett större och mer representativt rum i samma byggnad.   